# Abbaye Saint-Benoît de Bahia
L'archi-abbaye Saint-Benoît (en portugais : Mosteiro de São Bento) est un monastère de moines bénédictins et abbaye territoriale de la congrégation bénédictine brésilienne au sein de la confédération bénédictine. Elle se trouve à Salvador de Bahia au Brésil et a été fondée en 1582. Son église abbatiale est la basilique Saint-Sébastien, construite en 1624 par le Frère Macaire de Saint-Jean et constitue le monument majeur du centre historique de la ville. Elle a été érigée en basilique mineure en 1982.
Elle dirige la Faculdade de São Bento (Faculté Saint-Benoît) et le Colégio de São Bento (Collège Saint-Benoît).
Dom Emanuel d'Able do Amaral OSB en est le père abbé.